# Berehove, Volîn
Berehove (în ucraineană Берегове) este un sat în comuna Mîlsk din raionul Rojîșce, regiunea Volînia, Ucraina.

## Demografie
Componența lingvistică a localității Berehove
     Ucraineană (100%)
Conform recensământului din 2001, toată populația localității Berehove era vorbitoare de ucraineană (100%).